# Ariadne arca
Ariadne arca är en fjärilsart som beskrevs av Hans Fruhstorfer 1906. Ariadne arca ingår i släktet Ariadne och familjen praktfjärilar. Inga underarter finns listade i Catalogue of Life.